# Lindek
Lindek – wieś w Słowenii, w gminie Vojnik. W 2018 roku liczyła 91 mieszkańców.